# Heidi Brunner
Heidi Brunner (* 23. August 1961 in Luzern) ist eine Schweizer Opernsängerin (Mezzosopran).

## Leben

### Ausbildung als Mezzosopranistin
Heidi Brunner studierte Gesang, Orgel und Dirigieren in Zürich, Luzern und Basel.
Nach ersten Auftritten in Basel, Innsbruck und Biel war sie von 1993 bis 1995 im Festengagement am Landestheater Dessau. Nach einem Engagement an der Komischen Oper Berlin war Brunner von 1996 bis 1999 Ensemblemitglied der Wiener Staatsoper und der Wiener Volksoper. An der Volksoper Wien sang sie u. a. in den Neuproduktionen von La clemenza di Tito, La Cenerentola und Norma. Ausserdem übernahm sie die Titelrolle in La Périchole. Nach ihrem Debüt als Rosina an der Wiener Staatsoper im Januar 1997 war sie dort auch als Idamante in Idomeneo, Zerlina in Don Giovanni und als Nicklausse in Hoffmanns Erzählungen zu hören.
1998 gab Heidi Brunner ihr Debüt in der Neuproduktion von L’Orfeo bei den Münchner Festspielen sowie bei den Wiener Festwochen. Darüber hinaus sang sie beim Wiener OsterKlang und 2003 in der Neuproduktion von Idomeneo im Rahmen des KlangBogen-Festivals im Theater an der Wien die Rolle des Idamante.
Neben regelmässigen Auftritten an der Komischen Oper und der Staatsoper Berlin gastierte sie an der Bayerischen Staatsoper, bei den Salzburger Festspielen, am Gran Teatre del Liceu in Barcelona (u. a. als Brangäne in Tristan und Isolde), am Theater Meiningen (Nancy in Martha; zuletzt im März 2005 als Octavian in Der Rosenkavalier) und am Grand Théâtre de Genève.

### Weitere Auftritte
2004/2005 trat Heidi Brunner in der Neuproduktion von Franz Schrekers Oper Irrelohe sowie in der konzertanten Aufführung von Franz Schmidts Notre Dame an der Wiener Volksoper auf. Konzertante Aufführungen von Mathis der Maler im Konzerthaus Wien 2005 und von Erwartung an der Komischen Oper Berlin und im Wiener Musikverein 2006 folgten.
Es folgten weitere Rollendebüts 2006 als Marie in Wozzeck an der Hamburger Staatsoper und als Vitellia in La clemenza di Tito an der Wiener Volksoper. Dort übernahm sie 2007 auch die Rolle der Marta in Tiefland von Eugen d’Albert. 2008 gab sie in Seoul ihr Debüt als Kundry in Parsifal von Richard Wagner. 2009 debütierte sie als Sieglinde in Die Walküre von Richard Wagner an der Hamburger Staatsoper.

### Gastspiele und CD-Aufnahmen
Heidi Brunner ist regelmässig als Konzertsängerin aktiv, u. a. in Mailand, Rimini, Paris, Lyon, Zürich, Basel, Lissabon, Helsingborg, München, Duisburg sowie im Wiener Konzerthaus und im Wiener Musikverein.
Einspielungen liegen von Così fan tutte, Don Giovanni und Le nozze di Figaro (Arte Nova) sowie eine Solo-CD mit dem RSO Wien vor. Les dialogues des carmélites eine Production vom Theater an der Wien und eine Liveaufnahme aus dem Wiener Konzerthaus von Zemlinskys „Eine florentinische Tragödie“.
Heidi Brunner ist seit 2020 Professorin für Gesang an der Haute École de Musique Genève, daneben gibt sie regelmässig Masterclassen.